# Kaiserliche Marine

Vlag van de Kaiserliche Marine 1903–1919

De Kaiserliche Marine was de Duitse Marine van het Duitse Keizerrijk. Het bestond tussen 1871 en 1919, voortkomend uit de Preußische Marine en de Marine des Norddeutschen Bundes. Keizer Wilhelm II breidde de marine enorm uit, uitmondend in een wapenwedloop tussen het Duitse Rijk en het Verenigd Koninkrijk. Hoewel niet verslagen, werd de marine grotendeels vernietigd bij Scapa Flow in 1919 door de eigen bemanning na het verlies van de landoorlog aan het westfront van de Eerste Wereldoorlog. De namen van de grote schepen van de Kaiserliche Marine werden voorgegaan door SMS van Seiner Majestät Schiff.

## Verdiensten

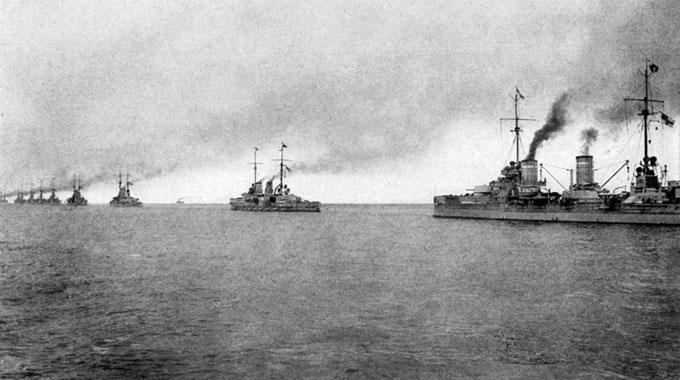
Een eskader van de Duitse Hochseeflotte

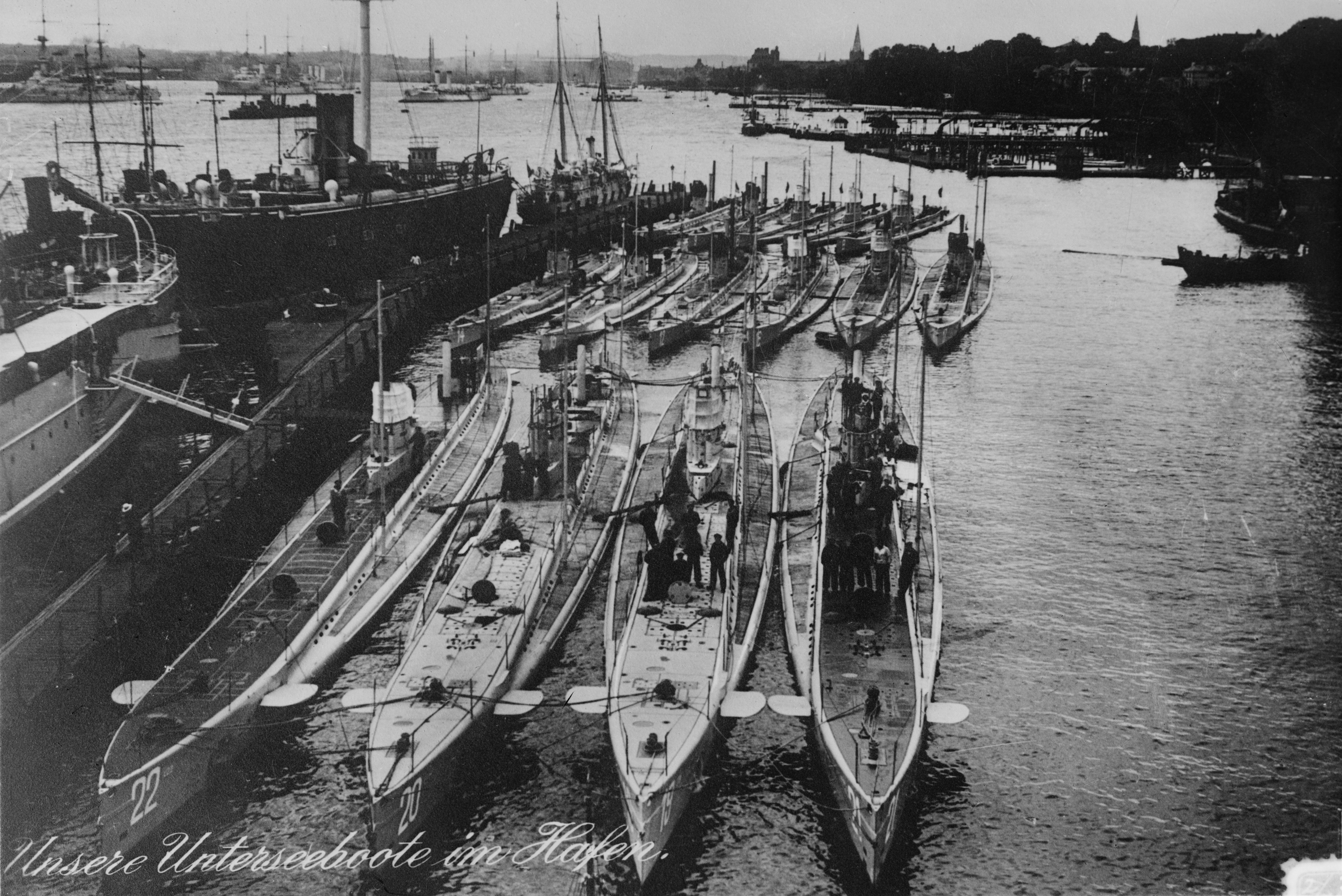
Een U-Boothaven in Kiel, 1914

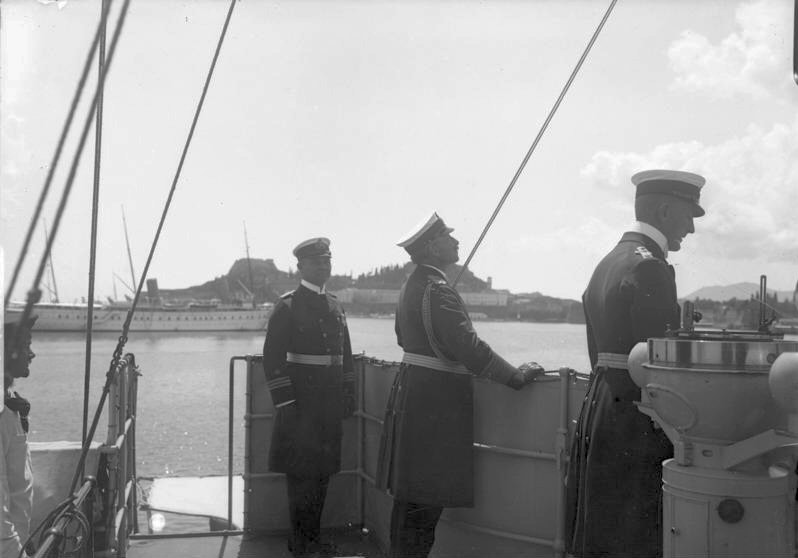
Keizer Wilhelm II aan boord van een kruiser

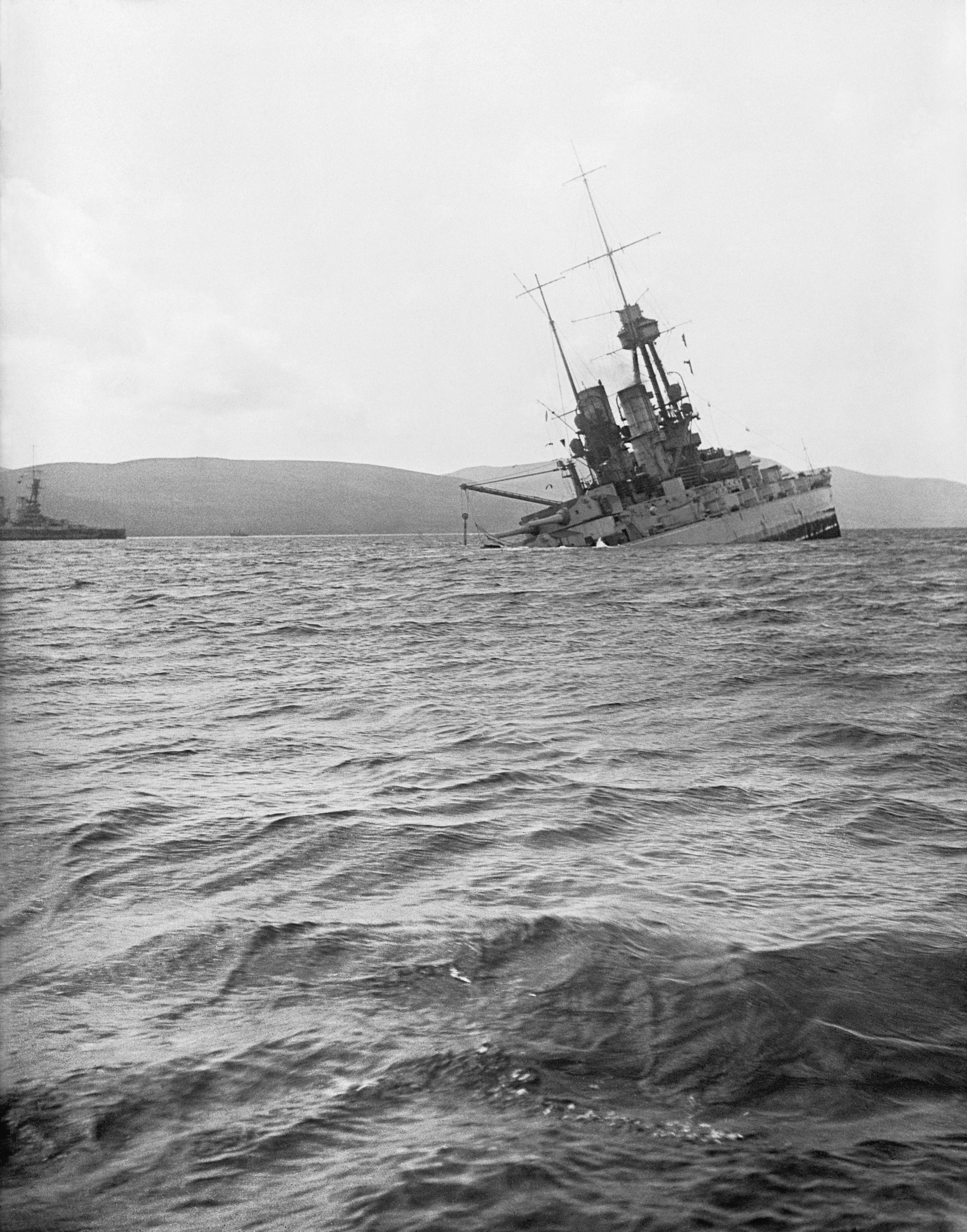
De SMS Bayern zinkt in Scapa Flow in 1919

De Kaiserliche Marine behaalde een aantal belangrijke verdiensten. Het zorgde voor de eerste nederlaag van de Royal Navy sinds 1812 in de Slag bij Coronel. In de Zeeslag bij Jutland vernietigde het meer schepen dan het verloor. Het is een misverstand dat de Hochseeflotte na Jutland nooit meer uit de haven kwam. Het kwam nog diverse keren in actie, hoewel de Duitsers nooit – voor of na Jutland – van plan waren om het op te nemen tegen de hele Grand Fleet.
Het was de eerste marine die op grote schaal duikboten inzette in een oorlog - 375 U-boten waren aan het einde in dienst genomen – en ook zeppelins gebruikte. Het kon nooit op tegen de aantallen van de Royal Navy, maar had wel betere granaten en explosieve ladingen gedurende het grootste deel van de oorlog. Omdat de Duitse marine jonger was waren de schepen moderner en bezaten ze niet de gebreken en 'kinderziektes' waar hun Engelse tegenhangers mee kampten. Hierdoor hebben ze geen enkel schip verloren door een explosie van een magazijn door een oppervlakte-aanval (de oude pre-dreadnought Pommern zonk snel bij de Zeeslag bij Jutland na een onderwateraanval).

## Geschiedenis

### 1871 tot 1890
De Kaiserliche Marine werd gevormd op 1 februari 1872. De eerste bevelhebber was General der Infanterie Albrecht von Stosch. De keizer hield het hoogste commando.
In het begin had de nieuwe Kaiserliche Marine de taak van kustbewaking en het beschermen van Duitslands handelswegen, hoewel al vroeg buitenlandse stations werden gevestigd. In de periode 1880-1890 nam de Kaiserliche Marine deel aan de kolonisatie in Afrika, Azië en Oceanië. Kiel aan de Oostzee en Wilhelmshaven aan de Noordzee waren de belangrijkste marinehavens.

### 1890 tot 1914
Met de steun van Wilhelm II begon de nieuwe minister van de marine, admiraal Alfred von Tirpitz in 1897 aan de bouw van een grote moderne marine bestaande uit slagschepen en duikboten. Later werd hij de bevelhebber van de marine. Via de zogenaamde 'vlootverenigingen' werden miljoenen marken uit burgerlijk initiatief verzameld voor de uitbouw van de vloot. De belangrijkste macht van de marine zou de Hochseeflotte worden en de U-bootvloot.

### Eerste Wereldoorlog
Belangrijke zeeslagen waren:
- Zeeslag bij Helgoland (Schout-bij-nacht Leberecht Maass)
- Zeeslag bij Coronel (Viceadmiraal Maximilian von Spee)
- Zeeslag bij de Falklandeilanden (Viceadmiraal Maximilian von Spee)
- Zeeslag bij de Doggersbank (Viceadmiraal Franz von Hipper)
- Zeeslag bij Jutland (Viceadmiraal Reinhard Scheer; Viceadmiraal Franz von Hipper)
- Eerste Slag om de Atlantische Oceaan - U-bootoorlog

Na de Eerste Wereldoorlog ging de Kaiserliche Marine over in de Reichsmarine.